# Будинок Фальц-Фейна
Будинок Фальц-Фейна («будинок з атлантами») — пам'ятка архітектури та містобудування в Одесі. Збудований у 1900—1901 роках, архітектори — Лев Влодек і Семен Ландесман.

## Історія
Наприкінці 1890-х років Олександр Фальц-Фейн придбав у Григорія Вейнштейна дві ділянки за адресою вулиця Надеждинська, 5. Станом на 1898 рік Фальц-Фейну належала північна ділянка, на якій ще з часів Вейнштейна був розташований двоповерховий будинок з мансардою. У 1899 році Олександр Фальц-Фейн також придбав у Вейнштейна і південну ділянку, де в 1900—1901 роках спорудив великий чотириповерховий будинок з напівмансардою та чотириповерховий флігель. Фасад будинку отримав оздоблення, що є аналогічним оздобленню колишнього будинку Вейнштейна. Проєкт виконано архітекторами Левом Влодеком і Семеном Ландесманом. У 1902 році ділянка з прибутковим будинком та флігелем отримала власну адресу — вулиця Надеждинська, 7.
У 1908 році Олександр Фальц-Фейн помер, і управління ділянками перейшло до його спадкоємців, яким належала ділянка і в 1913 році.
Нові мешканці з'явилися в будинку в результаті Жовтневого перевороту. Під час Другої світової війни, коли румунські війська зайняли місто, в будинку проживали офіцери окупаційної адміністрації. На небесній сфері, підтримуваній атлантами, було зображено свастику.
У 1962—1998 роках у будинку мешкав композитор, заслужений діяч мистецтв України Юрій Знатоков. Встановлена меморіальна таблиця.
Будинок Фальц-Фейна вважається однією з головних пам'яток і візитних карток Одеси. Скульптурна група стала фірмовою маркою книжкового видавництва «Оптимум» для серії книг «Вся Одеса» й офіційною емблемою Всесвітнього клубу одеситів.

## Архітектура
На ділянці розташовані фасадний чотириповерховий будинок з підвалом та напівмансардою та такий же флігель. Також у бік подвір'я виходить північний фасад сусіднього будинку № 7, що належав Биховському.
Фасадний будинок Фальц-Фейна виконано у тому ж стилі, що і придбаний ним сусідній будинок Григорія Вейнштейна. Таким чином старий і новий будинки склали єдиний комплекс. Північний фасад прибуткового будинку, що виходить у подвір'я сусідньої ділянки № 5 являє собою не брандмауер, як це було прийнято, а повноцінний фасад з вікнами, таким чином, незважаючи на те, що прибутковий будинок розташований у ряді забудови, він має вигляд кутового, а оздоблення обох будинків завдяки витримуванню одного рівня стель сприймається, як єдине ціле. У плані будинок Г-подібний.
Прибутковий будинок за пізніх радянських часів став відомий під назвою «Будинок з атлантами», завдяки скульптурі роботи Товія Фішеля, що зображає двох атлантів, які утримують зоряний глобус. Скульптура розташована нетрадиційно, атланти відокремлені від фасаду, а на глобусі покоїться балкон еркера 2-го поверху.
З боку подвір'я існує вхід у приміщення першого поверху, яке могло мати комерційне призначення. За радянських часів з боку подвір'я у торцевому крилі була влаштована електрична підстанція. Вікна четвертого поверху з боку подвір'я вузькі і композиційно не пов'язані з іншими поверхами, таким чином не виключено, що напівмансардний поверх будинку був перебудований за радянських часів. Також за часів незалежності України над торцевим крилом була влаштована ще одна мансарда, що псує вигляд будинку з боку ділянки № 5.
Дворовий флігель розташований на відстані від фасадного будинку, на протилежному боці ділянки і його східний фасад, що виходить у бік Військової балки оздоблений аналогічно вуличним фасадам будинків Вейнштейна та Фальц-Фейна. Оздоблення дворового фасаду флігеля виконано у більш спрощеному стилі, але воно є більш виразним, ніж дворовий фасад головного будинку. У плані флігель П-подібний, у кожному з трьох крил розташована сходова клітка. На проміжних сходових майданчиках були влаштовані балкони.

## Галерея

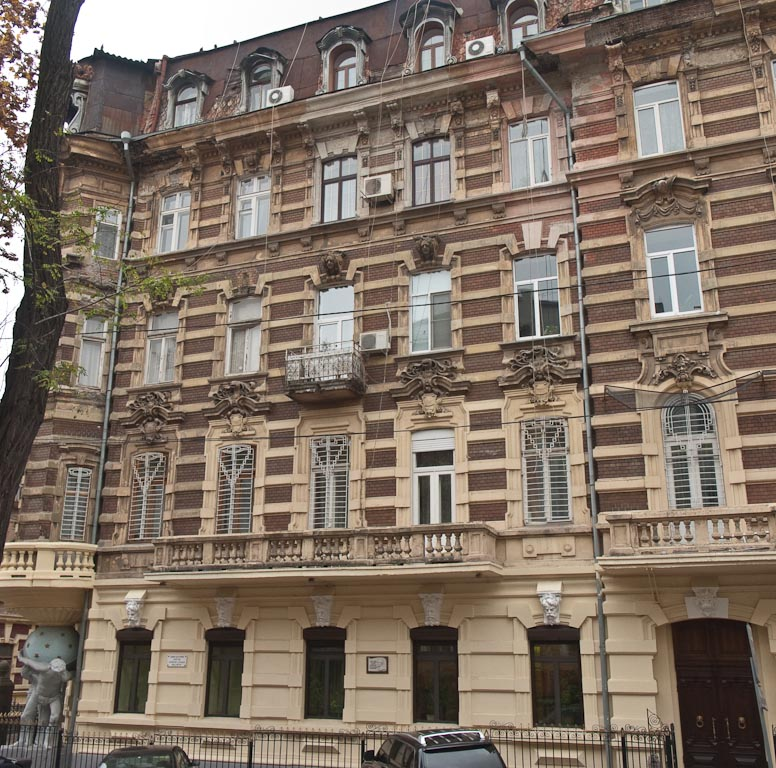
Головний будинок. Західний фасад
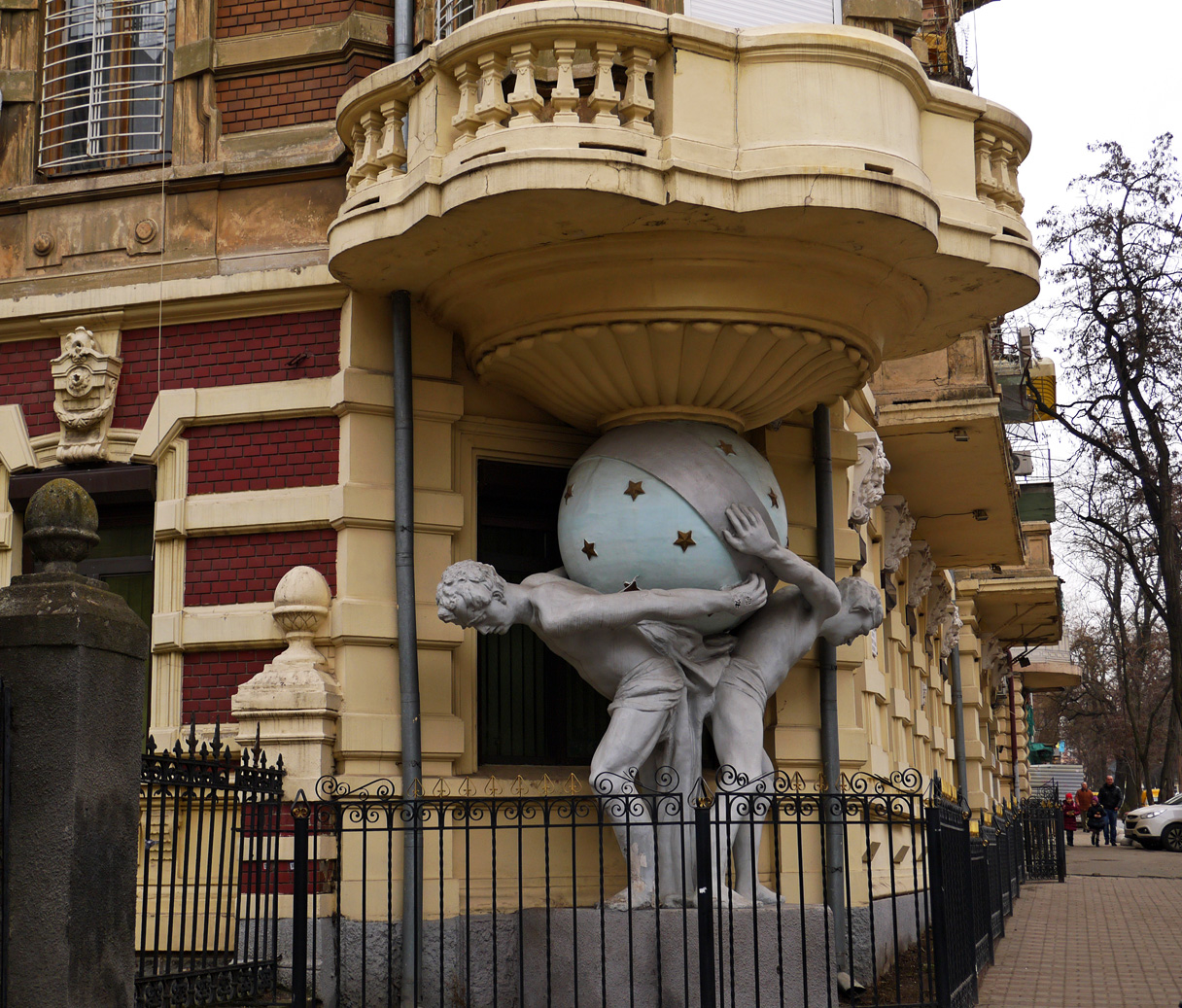
Головний будинок. Атланти
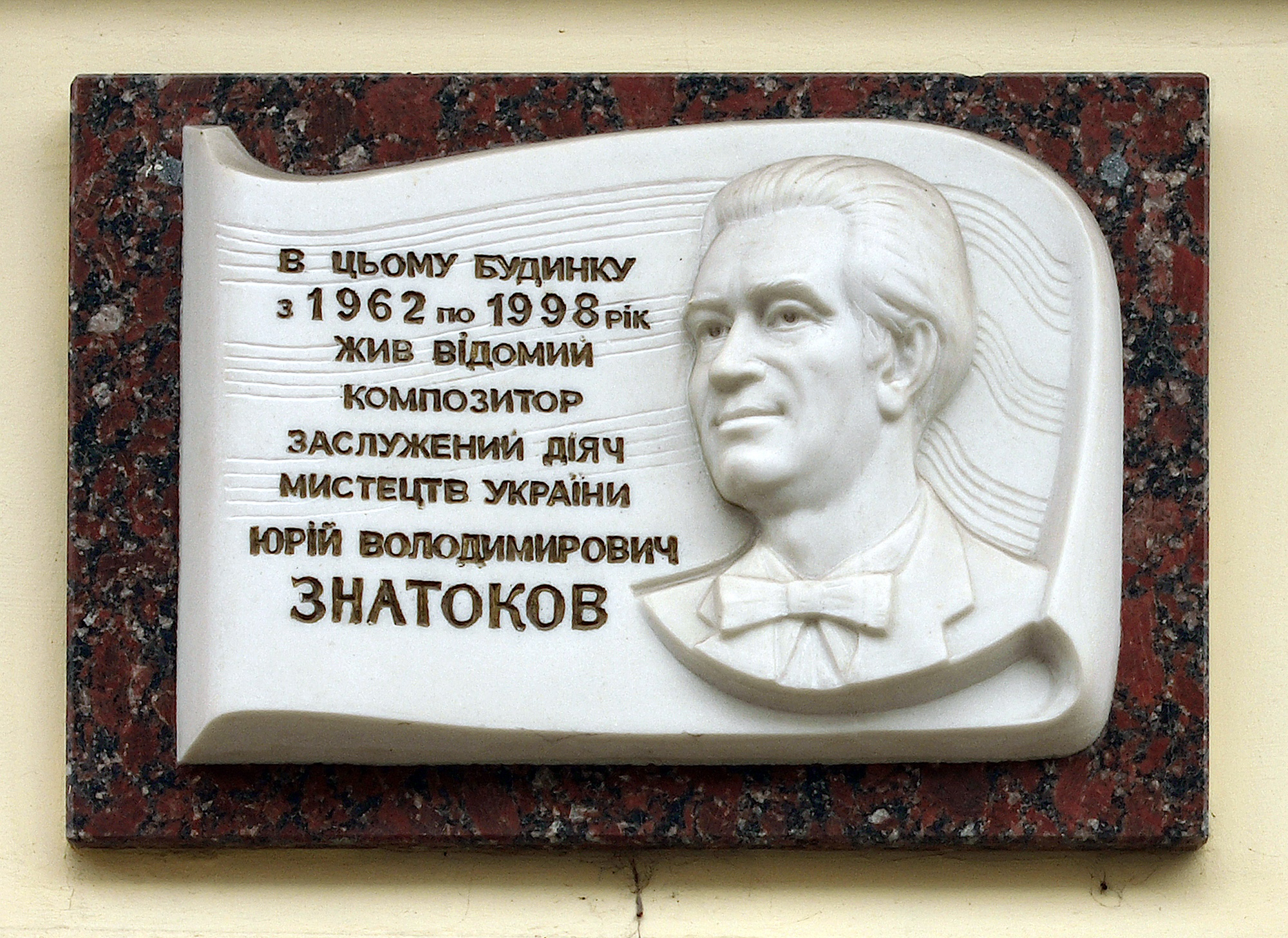
Головний будинок. Меморіальна таблиця композитору Юрію Знатокову
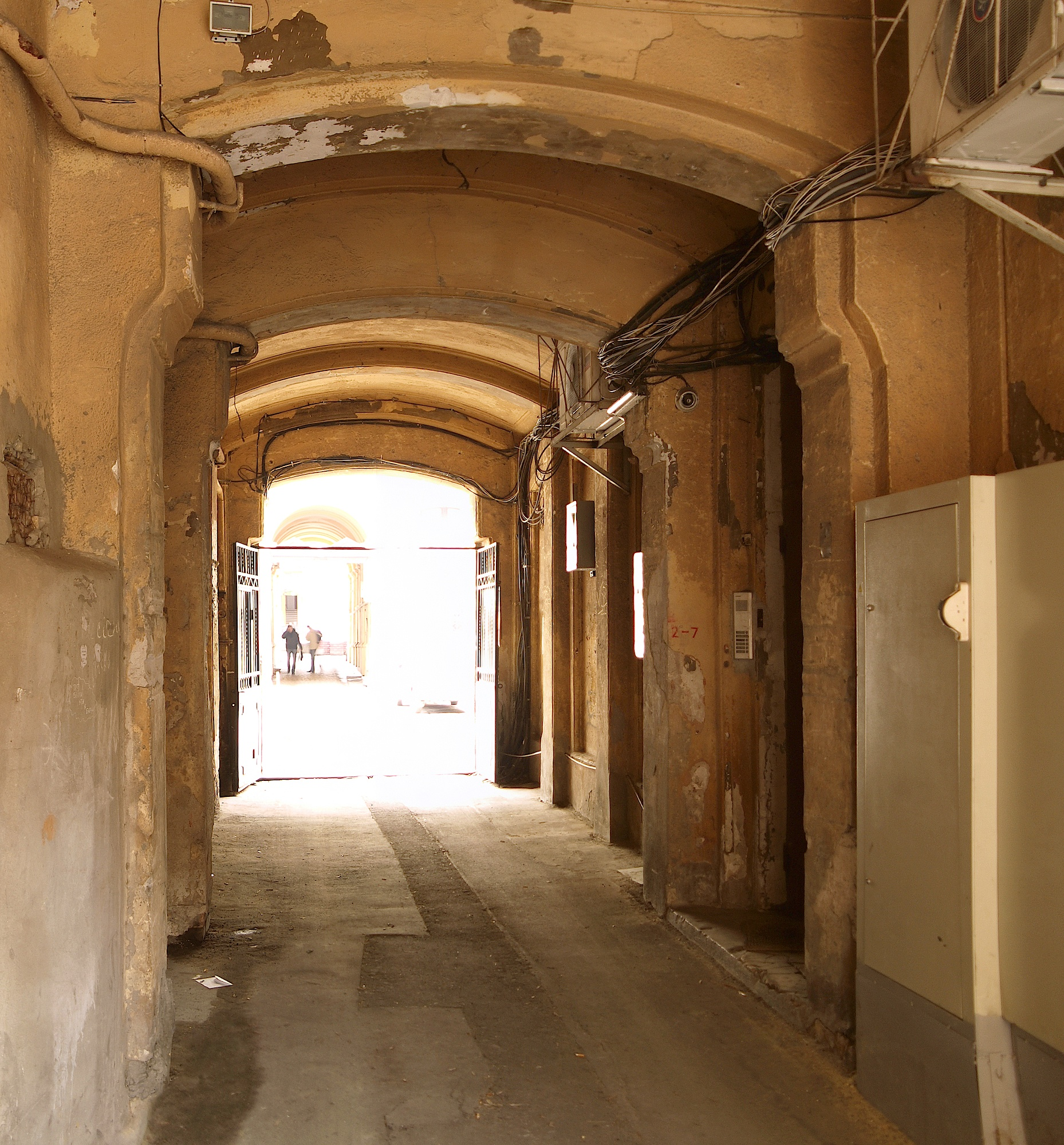
Головний будинок. Арка проїзду у напряму вулиці
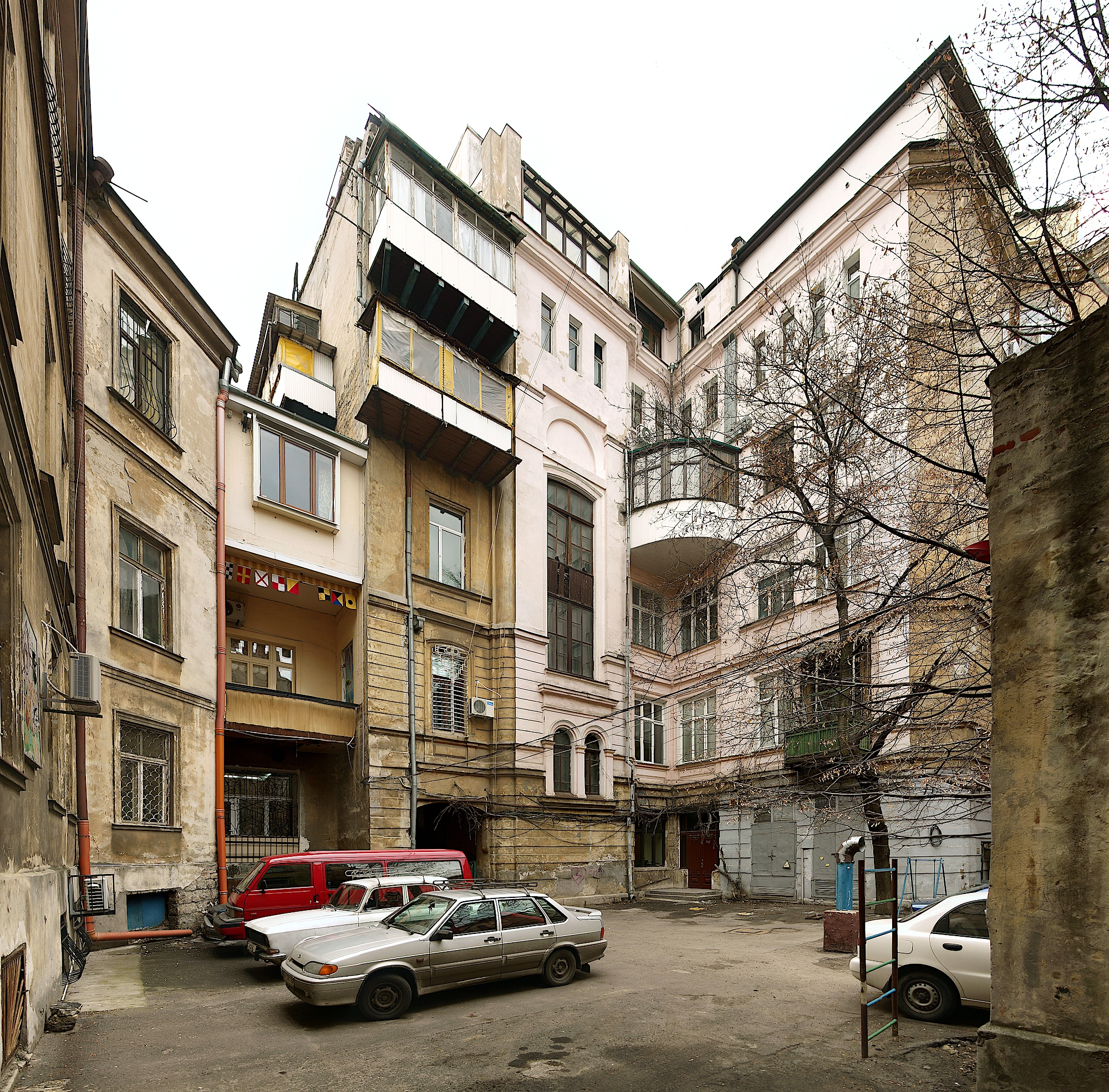
Праворуч: головний будинок, дворовий фасад. Ліворуч: будинок № 9, північний дворовий фасад
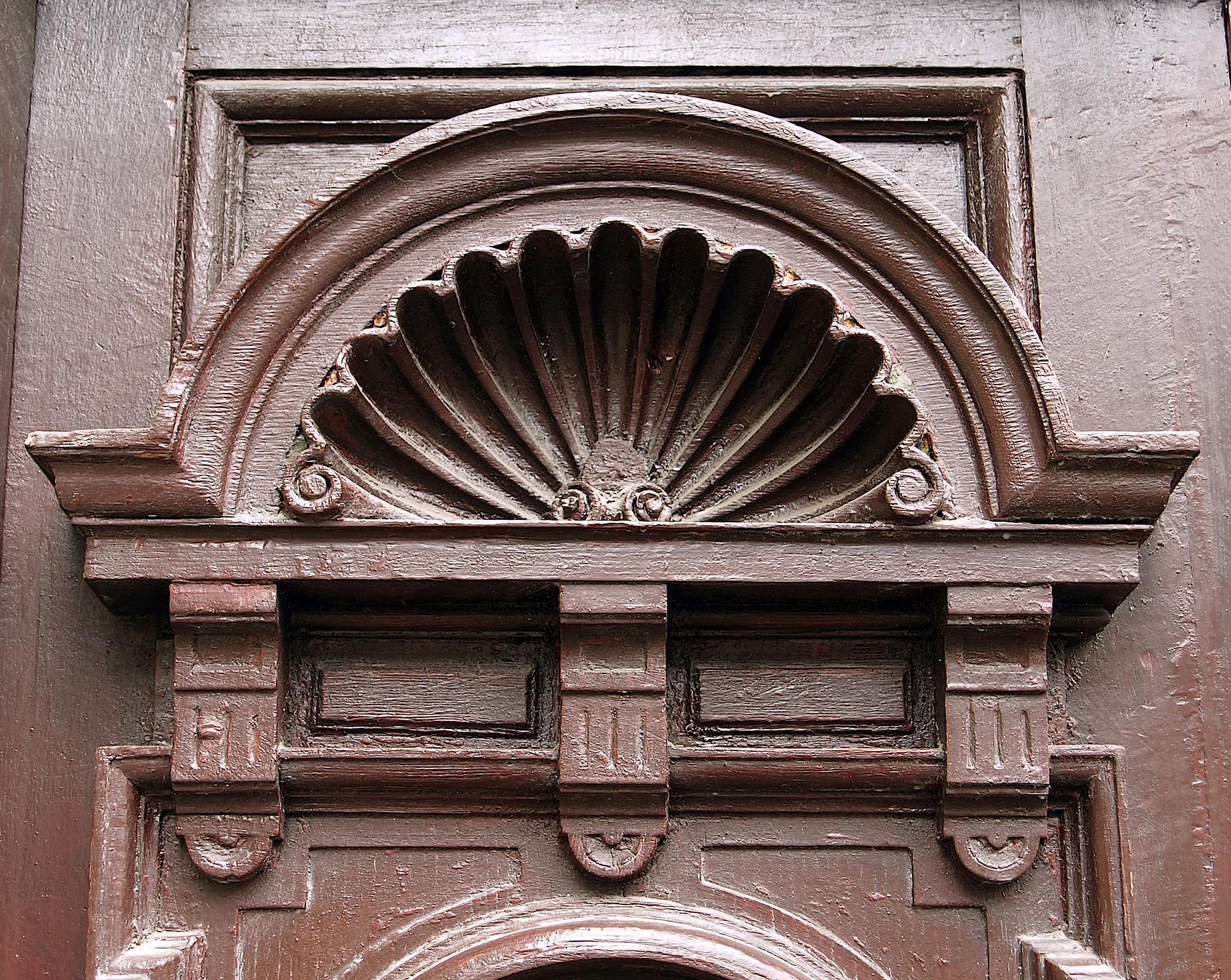
Головний будинок. Фрагмент оздоблення дверей у приміщення першого поверху торцевого крила (з боку подвір'я)
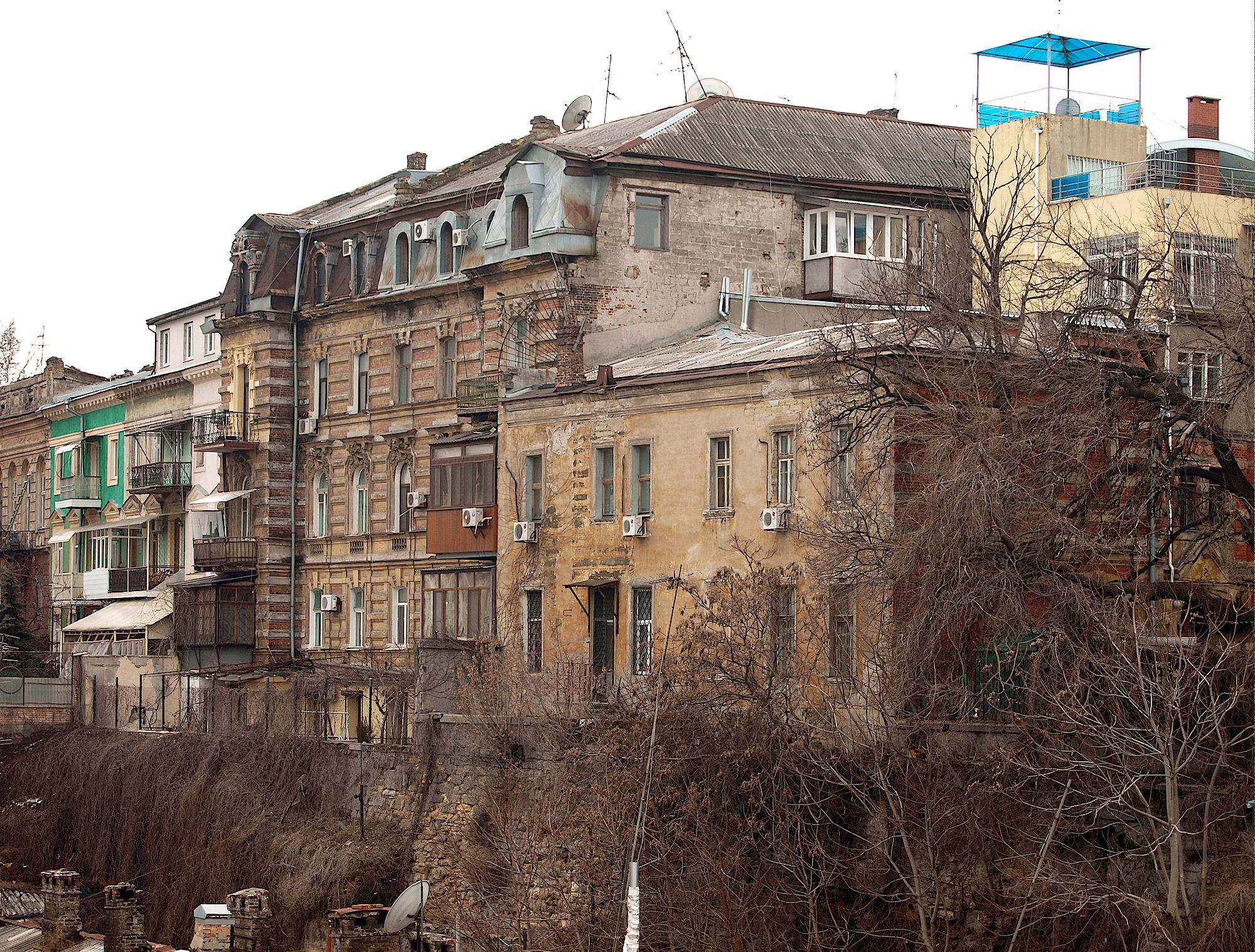
Вид з боку Військової балки. Ліворуч: Флігель Фальц-Фейна. Праворуч: Флігель Вейнштейна

Флігель
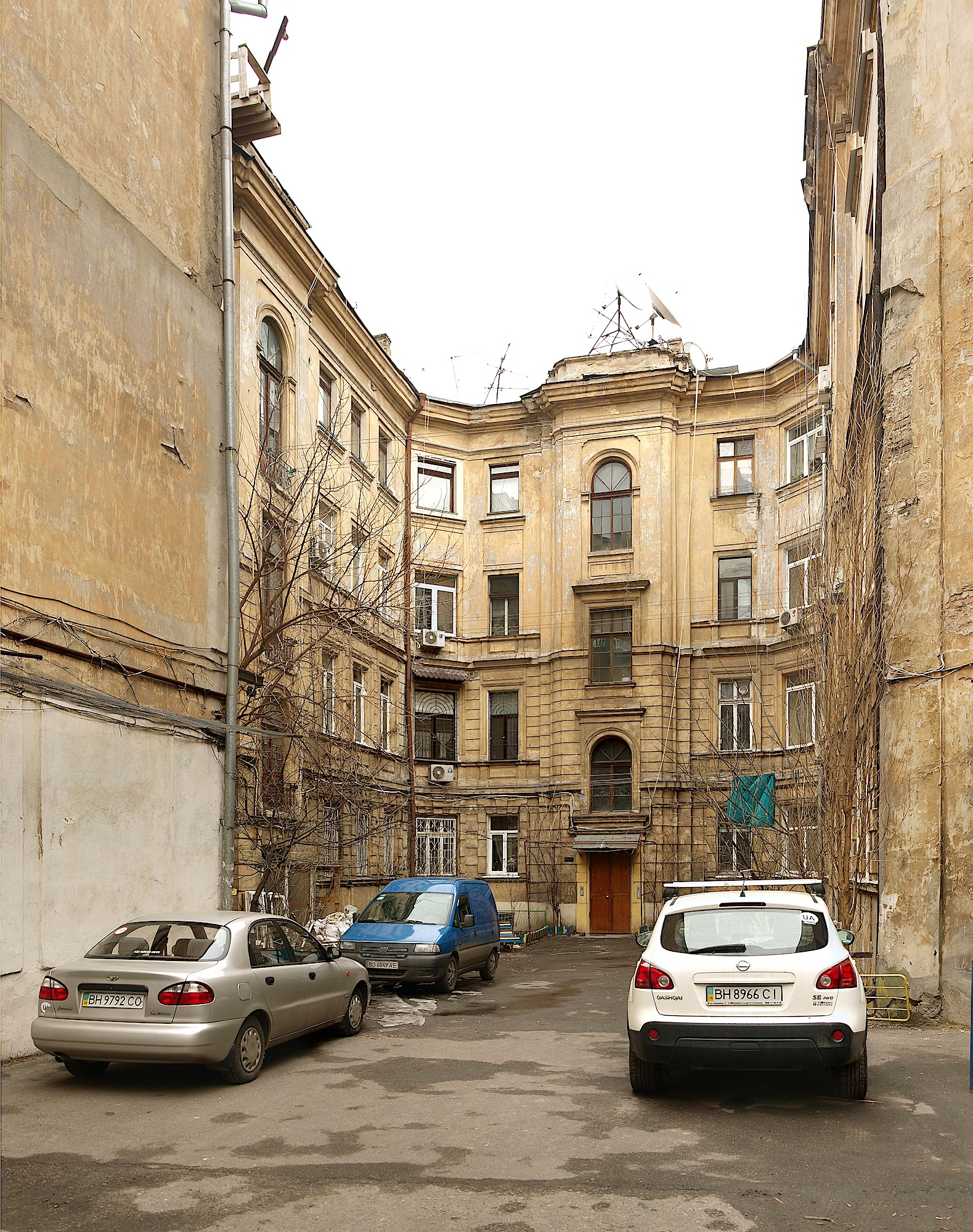
Східний дворовий фасад
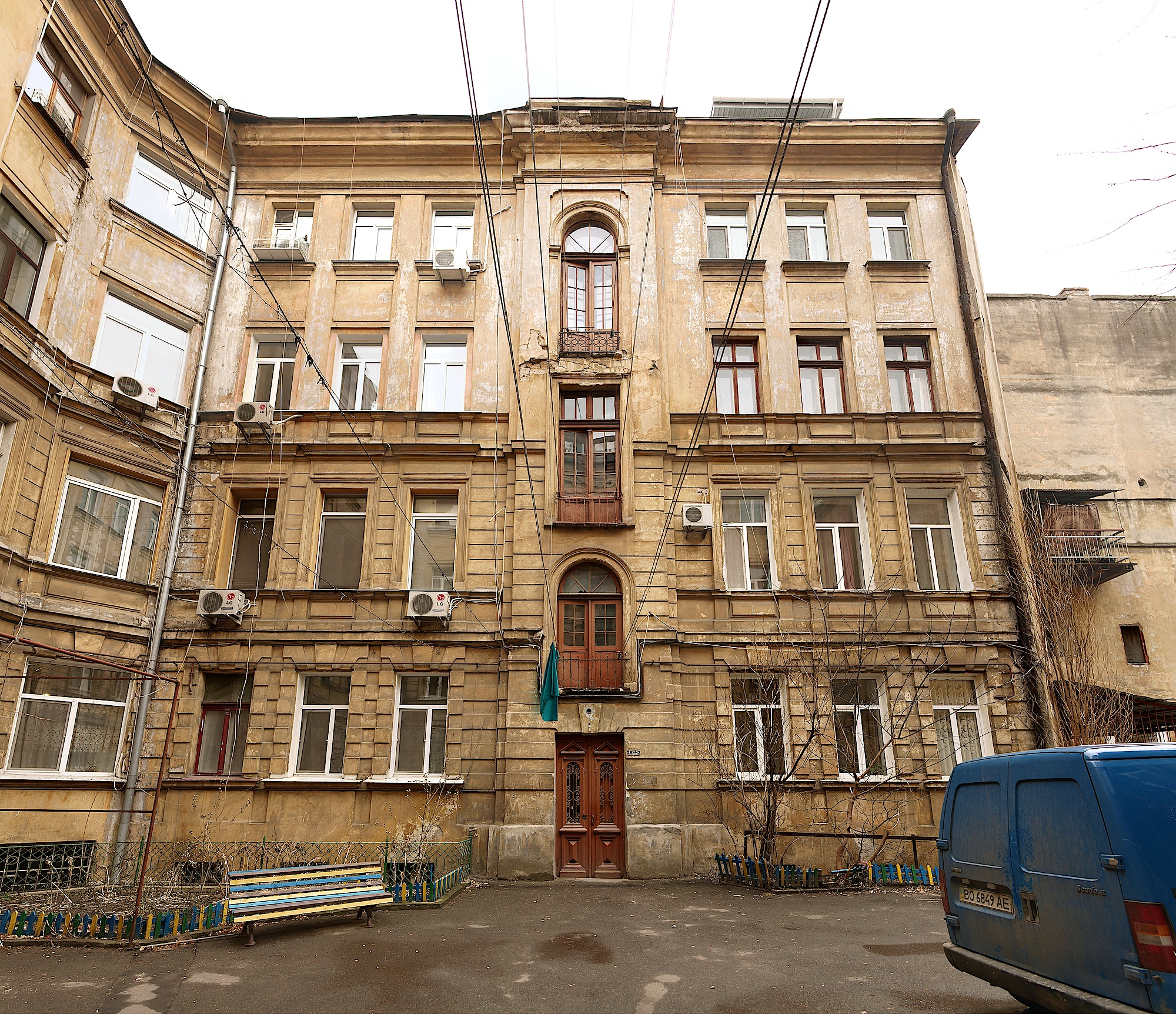
Південний дворовий фасад
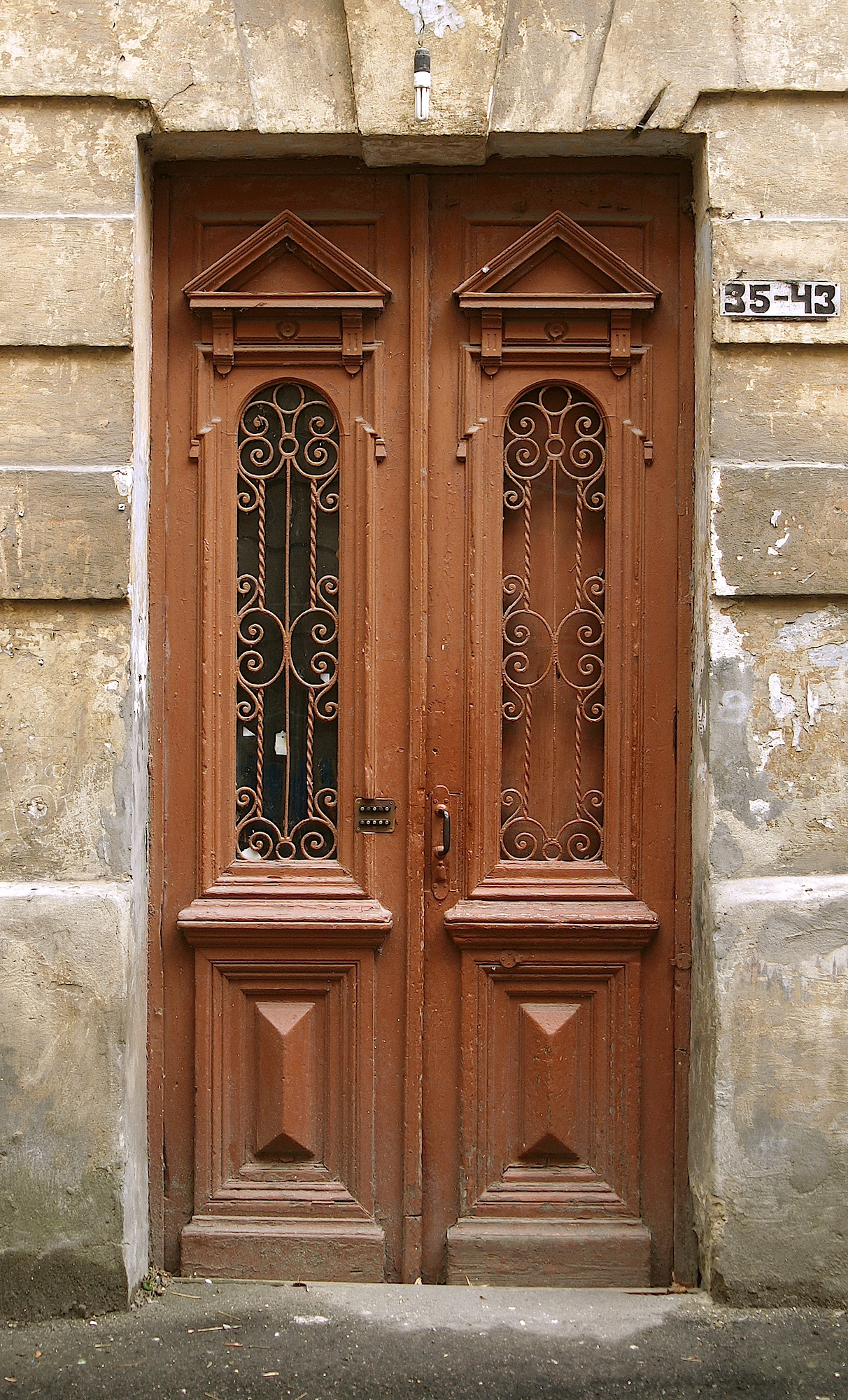
Двері під'їзду
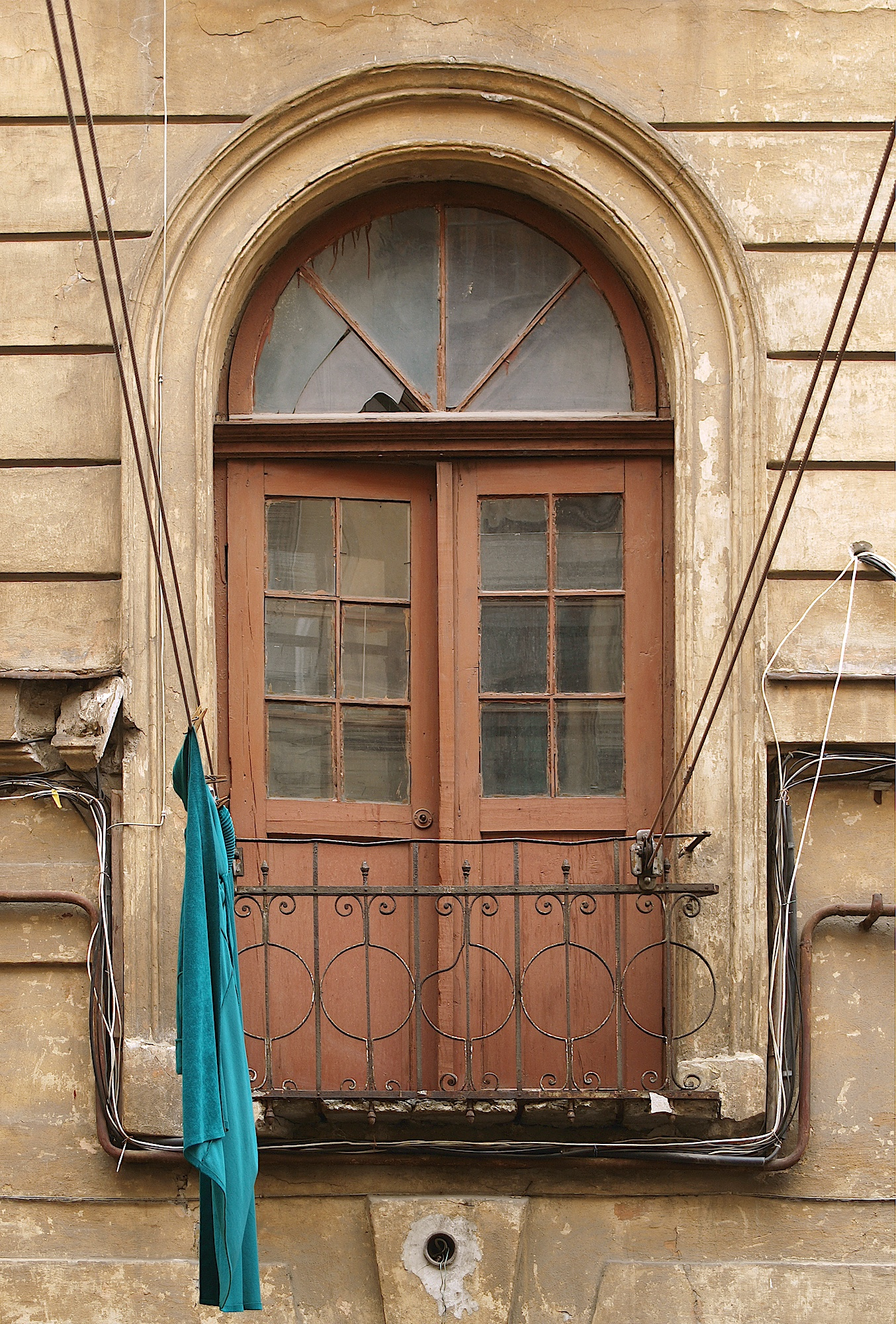
Двері із сходової клітки на балкон